# Ángel Gozalo Martín
Ángel Gozalo Martín (La Seu d'Urgell) és un agent de la Guàrdia Civil que ha exercit diversos càrrecs al cos, com cap de la Guàrdia Civil a Catalunya entre 2012 i tinent general des del 2017.
Des del 1978, quan fou nomenat tinent després d'acabar el període de formació a l'Acadèmia Especial de la Guàrdia Civil, va desenvolupar la seva feina a la Guàrdia Civil a Catalunya. El seu primer destí va ser Sant Feliu de Llobregat el 1978, després Martorell i el 1982 la comandància de Barcelona. El 1985 va esdevenir capità de la Plana Major de la zona de Barcelona. Nomenat tinent coronel el 2000 va ser destinat a la Secció d'Informació. El 2011 arribà a general de brigada i va ser nomenat cap de Policia Judicial. El 2012 fou nomenat cap de la Guàrdia Civil a Catalunya. El setembre del 2015 fou ascendit a General de Divisió pel Consell de ministres, a iniciativa del ministre de l'Interior, Jorge Fernández Díaz, mantenint el seu lloc de feina a Catalunya.
Va ser promocionat el 8 de desembre del 2017, quan va ser ascendit a tinent general, un càrrec de màxima responsabilitat del cos, motiu pel qual fou traslladat als serveis centrals del cos a Madrid. L'ascens i trasllat a Madrid es va produir després que el cos liderés la investigació sobre el procés independentista català dirigit pel jutjat d'instrucció número 13 de Barcelona, dos mesos després del Referèndum sobre la independència de Catalunya. Gozalo va participar en l'escorcoll del 20 de setembre de departaments de la Generalitat i detenció d'alts càrrecs del Govern.
Amb aquest grau militar, el 30 de juliol de 2018, va ser nomenat cap del Comandament de Suport de la Guàrdia Civil, a petició del ministre de l'Interior Fernando Grande-Marlaska, càrrec que va exercir fins al 2 de març de 2022 quan va ser reemplaçat per Arturo Espejo Valero.